# Iizuna
Iizuna (飯綱町?) è una cittadina giapponese della prefettura di Nagano.